# Stephanie McMahon
Stephanie McMahon Levesque (* 24. September 1976 in Hartford, Connecticut als Stephanie Marie McMahon) ist eine US-amerikanische Unternehmerin und Wrestlerin. Sie ist ehemalige Vorsitzende sowie Chief Executive Officer der World Wrestling Entertainment, Inc.
Als Tochter des ehemaligen Chairman Vince McMahon und dessen Frau Linda McMahon ist sie seit ihrer Jugend Teil des WWE-Umfelds, von einem Model für den WWE-Merchandise-Katalog bis zu ihrer jetzigen Stellung. Gelegentlich tritt sie auch selbst als Wrestlerin auf. Sie gewann einmal den WWE Women’s Championship.
McMahon ist mit Paul Michael Levesque, besser bekannt als Triple H, verheiratet. Die Ehe war Teil diverser Storylines in den Shows der WWE.

## Biografie

### Kindheit und Jugend
Stephanie Marie McMahon wurde 1976 als Tochter von Vince und Linda McMahon geboren. Ihr Großvater ist der Wrestling-Promoter Vincent J. McMahon, der als Gründer von Capitol Wrestling den Grundstein des heutigen Marktführers WWE legte. Wie ihr älterer Bruder Shane wurde sie in das Familienunternehmen hineingeboren. Die Familie lebte zunächst in Hartford, später in Greenwich, Connecticut. Sie besuchte die Privatschule Greenwich Country Day School, anschließend die Greenwich High School und studierte an der Boston University Kommunikationswissenschaften.

### Privatleben

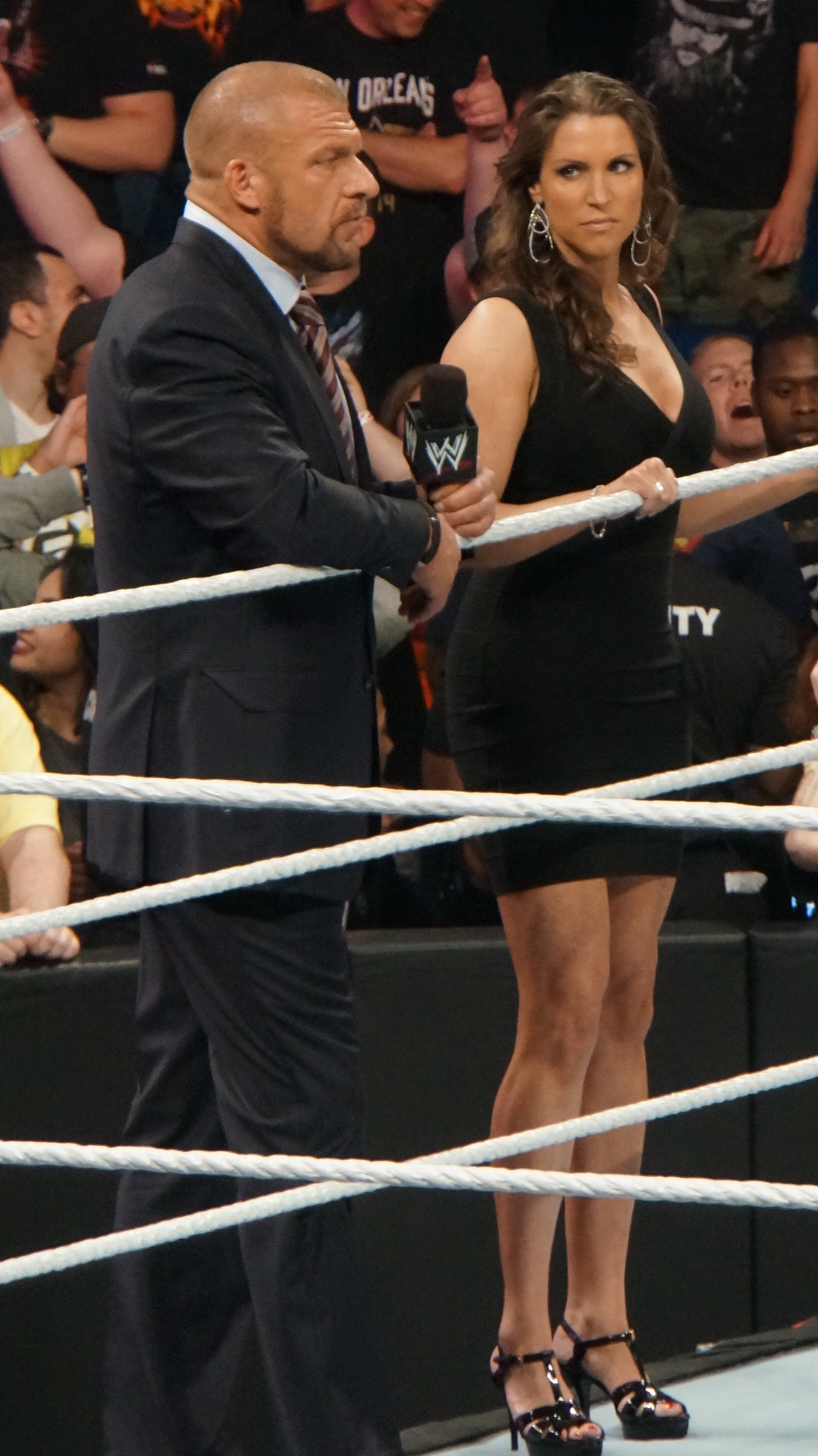
Triple H und McMahon 2014

Eigenen Angaben nach begannen McMahon und Paul Levesque im Verlauf ihrer gemeinsamen Storyline miteinander auszugehen; dies ist jedoch umstritten. Levesque war zuvor mit der Wrestlerin Chyna liiert. Diese behauptete später, dass Levesques Beziehung mit McMahon deutlich früher begonnen und er sie entsprechend betrogen habe. Die Dreiecksbeziehung hatte Auswirkungen auf die weitere Karriere von Chyna, die Ende 2001 die Promotion verließ und deren Karriere anschließend rapide abstürzte.
McMahon und Paul Levesque verlobten sich am Valentinstag 2003 und heirateten am 25. Oktober 2003 in der St. Teresa of Avila Church in Sleepy Hollow, New York. Während sie seitdem privat den Doppelnamen McMahon Levesque trägt, tritt sie in den Shows gemäß Storyline als Stephanie McMahon-Helmsley auf. Das Paar hat drei Töchter, die 2006, 2008 und 2010 geboren wurden.

### World Wrestling Federation/Entertainment

#### Anfänge, CBO und CEO
Bereits als Teenager arbeitete sie als Model für den WWF-Merchandise-Katalog, wo sie T-Shirts und Baseball-Caps präsentierte, und auch für das WWF-Magazin. Ihre eigentliche Karriere startete sie jedoch erst nach dem Studium als Account-Manager in New York. Dort war sie sowohl als Rezeptionistin als auch im Kreativbereich sowie in der Produktion eingesetzt. Seit 2002 gehörte sie dann zum Drehbuch-Team der WWE. 2006 wurde sie zum Senior Vice President des Creative Writings und ein Jahr später zum Executive Vice President ernannt. Damit übersah sie alle Storylines für Fernsehen und Pay-Per-Views und hatte einen großen Einfluss auf das fertige Produkt.
Ihre größte Leistung zu jener Zeit war vermutlich die WWE-App für Smartphones, die mehr als 20 Millionen Mal heruntergeladen wurde. Außerdem schloss sie Verträge mit Yahoo, der United Service Organizations (USO) und Tout ab. Daneben war sie federführend an den Anti-Mobbing-Kampagnen der WWE beteiligt.
2013 wurde sie zum Chief Brand Officer befördert. Damit hat sie einen großen Einfluss auf alle Aspekte des Brands, insbesondere auch auf die wirtschaftliche Basis des Medienunternehmens. Daneben kümmert sie sich auch um das Ansehen des Brands und hat einen großen Einfluss auf die Wohltätigkeitsaktionen der WWE, wie Connor’s Cure. Zunächst nur als Hilfe für den krebskranken Connor Michalek gedacht, wurde die Initiative zu einer Wohltätigkeitsorganisation, die Geld für die Krebsvorsorge sammelt und an Krebs erkrankte Kinder unterstützt.
Stephanie McMahon war die treibende Kraft hinter der Verpflichtung des UFC-Stars Ronda Rousey.
McMahon hält Anteile im Wert von etwa 77,6 Millionen Dollar an der WWE, ihr Ehemann etwa 1,57 Millionen (Stand: 2013). Im Jahr 2013 verdiente sie 778.394 US-Dollar Jahresgehalt.
Am 17. Juni 2022 übernahm sie die Posten als Vorsitzender und Chief Executive Officer, nachdem Schweigegeld-Vorwürfe gegen ihren Vater Vince McMahon publik geworden sind. Am 22. Juli 2022 verkündete Vince McMahon seinen endgültigen Rücktritt und gab seinen Ruhestand bekannt. Daraufhin übernahm sie endgültig den Posten des CEO von WWE. Am 10. Januar 2023 trat sie von ihrem Posten bei der WWE zurück. Die Geschäftsführung übernahm ab dem Zeitpunkt Nick Khan.

#### Als Charakter und Wrestlerin
McMahon ist seit 1999 regelmäßig im Programm der WWE zu sehen. Den Ausschlag gab damals der WWF-Autor Vince Russo, der sie als „unschuldige“ Tochter des damals als Heel-Charakter auftretenden Mr. McMahon (so der offizielle Name des On-Screen-Charakters von Vince McMahon) debütieren ließ. In der Folge wurde sie vom Undertaker entführt, der sie in einer Art Schwarzen Messe gegen ihren Willen ehelichen wollte und dann von Stone Cold Steve Austin gerettet wurde.
Anschließend führte sie eine On-Screen-Beziehung mit dem Wrestler Test, was zu einer Fehde mit ihrem Bruder Shane McMahon führte. Im Rahmen dieser Storyline trat sie auch das erste Mal als Wrestlerin an und zwar in einem Match zwischen ihr und Test gegen Jeff Jarrett und Debra.
Im Rahmen der Storyline kam es schließlich auch zu einem Angle, indem Triple H die Verlobung von Stephanie McMahon mit Test verhinderte, indem er ein Video einspielte, in dem er eine unter Drogen gesetzte McMahon in einer Zeremonie in Las Vegas ehelichte. Etwa um diese Zeit begann auch ihre tatsächliche Liebesbeziehung. Die Storyline kumulierte in einem Kampf um die Macht in der WWE, die in der sogenannten „McMahon-Helmsley Era“ gipfelte. Am 28. März 2000 gewann sie im Rahmen von WWE Smackdown die WWE Women’s Championship von der Wrestlerin Jacqueline und hielt sie bis zum 21. August desselben Jahres, als sie diese an Lita verlor. Während der Storyline um eine Invasion von Wrestlern aus der WCW und der ECW trat sie als Besitzerin der ECW auf.
Am 18. Juli 2002 übernahm McMahon die Rolle des sogenannten General Managers von SmackDown, eine repräsentative Funktion, die ausschließlich in der Storyline eine Rolle spielte. Hier übernahm sie das erste Mal die Rolle eines Faces und hatte eine Fehde mit dem WWE Raw General Manager Eric Bischoff. Ihre letzten Auftritte als General Manager hatte sie im Rahmen eines in Fankreisen mehr als peinlich aufgenommenen „Father–Daughter 'I Quit' match“ gegen Vince McMahon. Der Verlierer musste die WWE verlassen. Tatsächlich war Stephanie McMahon anschließend zwei Jahre lang nicht mehr bei WWE zu sehen.
2005 kehrte sie wieder als Heel zurück ins Fernsehen, allerdings hatte sie bis 2007 nur sporadische Auftritte. Grund dafür war ihre erste Schwangerschaft
Zwischen 2008 und 2009 war sie als Raw General Manager zu sehen. In dieser Zeit hatte die Familie McMahon eine Fehde mit Randy Orton. Anschließend trat sie von 2010 bis 2013 nur noch sporadisch auf.

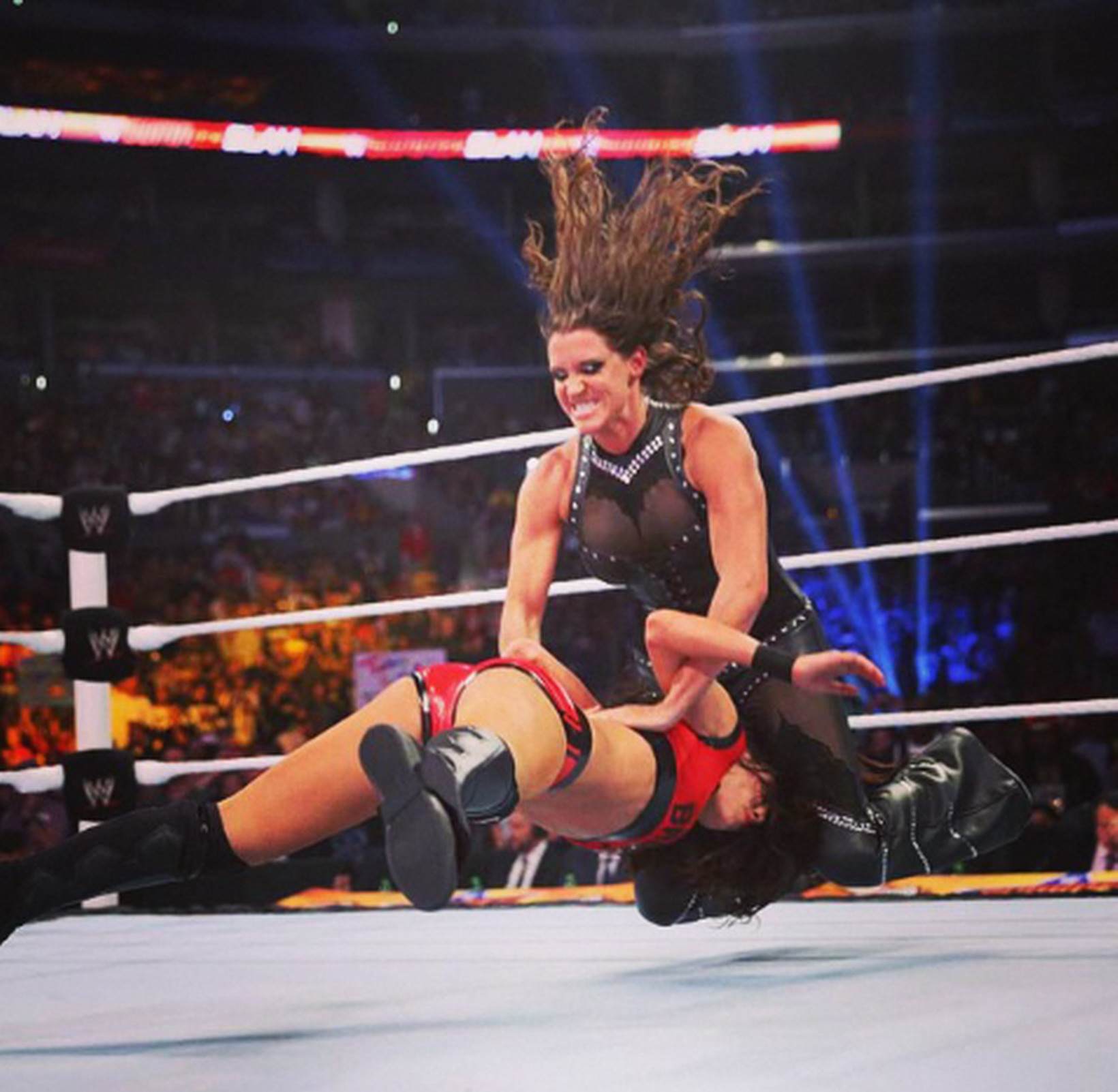
McMahon führt den Pedigree-Move aus

2013 bis 2016 war sie zusammen mit ihrem Ehemann Triple H als Power-Couple zu sehen, das als „The Authority“ („Die Autorität“) bezeichnet wurde. In dieser Funktion führten sie mehrere Intrigen, unter anderem gegen Daniel Bryan, The Bella Twins, John Cena und zuletzt ihren Bruder Shane, der gegen seinen Vater aufbegehrte. In dieser Zeit prägten die beiden so gut wie alle Storylines in der WWE.
2016 wurde sie als „Raw Commissioner“ eingesetzt. Ihr wurde zunächst der General Manager Mick Foley zur Seite gestellt, später dann Kurt Angle. Nach einer Storyline-Verletzung kehrte sie nach mehreren Monaten 2017 zurück ins Fernsehen, jedoch mit einer wesentlich kleineren Rolle. Sie wird jedoch als eine treibende Kraft der zunächst als „Women’s Revolution“ beziehungsweise später „Evolution“ bekannt gewordenen Stärkung der Frauen-Division.

### In anderen Medien
McMahon trat in verschiedenen Shows im US-amerikanischen Fernsehen und Radio auf, unter anderem bei The Howard Stern Show, Opie and Anthony und Jimmy Kimmel Live!. Für NBC nahm sie 2001 zusammen mit anderen WWE-Stars in der Benefizshow The Weakest Link auf. 2005 hatte sie einen Auftritt in der MTV-Show Punk’d, in der sie zusammen mit Stacy Keibler ihrem Ehemann einen Streich spielte. 2009 trat sie zusammen mit ihrer Mutter Linda McMahon in Business News Networks The Market Morning Show auf. Im gleichen Jahr hatte sie einen Auftritt mit The Big Show in der Serie Dinner: Impossible auf dem Food Network. Sie war außerdem in diversen Folgen der Serie Total Divas zu sehen.
McMahon ist in zahlreichen Videospielen mit WWE-Bezug sowohl als spielbarerer als auch als Storycharakter vorhanden.
Seit 2013 ist sie Ehrenvorsitzende von Special Olympics Connecticut.

## Auftritte in Videospielen
- 1999: WWF Wrestlemania 2000
- 1999: WWF Smackdown
- 2000: WWF No Mercy
- 2000: WWF SmackDown! 2: Know Your Role
- 2001: WWF SmackDown! Just Bring It
- 2002: WWE SmackDown!: Shut Your Mouth
- 2002: WWE WrestleManiaX8
- 2003: WWE Raw 2
- 2003: WWE Crush Hour
- 2003: WWE WrestleMania XIX
- 2003: WWE SmackDown!: Here Comes the Pain
- 2012: WWE ’13
- 2013: WWE 2K14
- 2015: WWE 2K16
- 2016: WWE 2K17
- 2017: WWE 2K18
- 2018: WWE 2K19
- 2019: WWE 2K20
- 2020: WWE 2K Battlegrounds
- 2022: WWE 2K22
- 2023: WWE 2K23
- 2024: WWE 2K24

## Film- und Fernsehauftritte
Ohne WWE-Auftritte, aber mit WWE-Dokumentationen.
- 1999: Biography: Andre the Giant
- 1999: Beyond the Mat (Filmdokumentation)
- 2001: WWE Tough Enough (Fernsehserie, 3 Folgen)
- 2001: Lita: It Just Feels Right (Filmdokumentation)
- 2001: Weakest Link (Quizshow)
- 2002: Howard Stern (Talkshow)
- 2003: Jimmy Kimmel Live! (Talkshow)
- 2003: The Wayne Brady Show (Talkshow)
- 2004: 10 Things Every Guy Should Experience
- 2004: John Cena: Word Life (Filmdokumentation)
- 2005: Punk’d
- 2006: The Reichen Shows
- 2006: The World’s Greatest Wrestling Managers (Filmdokumentation)
- 2006: Mr. McMahon (Filmdokumentation)
- 2009: Dinner Impossible
- 2009 und 2011: E-60 (Dokumentarserie)
- 2012: Clash Time
- 2012: Attitude Era (Filmdokumentation)
- 2013: Total Divas
- 2013: The History of WWE: 50 Years of Sports Entertainment (Filmdokumentation)
- 2014: Excuse Me! A Cougar Countdown: Vickie Guerrero (Fernsehfilm)
- 2014: Ladies and Gentleman, My Name is Paul Heyman (Filmdokumentation)
- 2014: The Monday Night War: WWE vs. WCW (Dokumentarserie)
- 2015: Dusty Rhodes: Celebrating the Dream  (Filmdokumentation)
- 2015: UFC Embedded on Fox (Dokumentarserie)
- 2016: Good Morning America
- 2016: Die Rachael Ray Shows
- 2016: The Chew
- 2017: Sports Humanitarian of the Year Awards
- 2017: Trailblayzer: The Alundra Blayze Story  (Filmdokumentation)
- 2017: 30 for 30
- 2018: The Tonight Shows
- 2018: OK! TV
- 2018: Then, Now, Forever: Evolution of WWE’s Women’s Division  (Filmdokumentation)
- 2024: Mr McMahon, Netflix Dokumentation

## Titel und Auszeichnungen

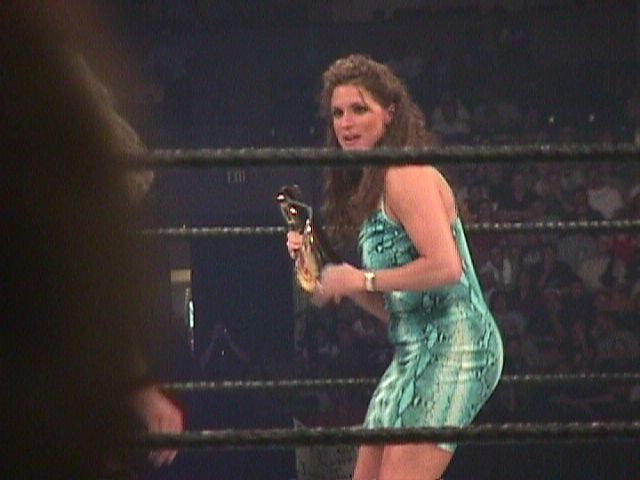
McMahon als WWF Women’s Champion bei King of the Ring 2000

### Titel
- 1× WWF Women’s Champion

### Auszeichnungen
- 2013: Ehrenvorsitzende von Special Olympics Connecticut[28]
- 2016: Vincent J. McMahon Legacy of Excellence Award
- 2019: Honorary Doctorate of Business Administration from Robert Morris University[29]